# Silvia Beatriz Vázquez
Silvia Beatriz Vázquez (Ciudad Autónoma de Buenos Aires, 17 de diciembre de 1958) es abogada, política, exdiputada nacional (ex radical K), ex Directora de Asuntos Ambientales del Ministerio de Relaciones Exteriores, comercio internacional y culto y presidenta y fundadora del Partido Verde (Argentina).

## Educación
Estudió la carrera de abogacía en la facultad de Derecho de la Universidad de Buenos Aires recibiéndose en 1982. Teniendo una especialización en Introducción a la Ciencia del Cambio Climático, Derecho del Cambio Climático y Economía de los Recursos Naturales y del Cambio Climático en FLACSO entre otros.

## Trayectoria política
Luego de recibirse comenzó a militar en 1982, después de la Guerra de Malvinas, durante la última dictadura militar en la Unión Cívica Radical de Avellaneda. Con el advenimiento de la democracia fue convocada por el senador provincial, Juan Manuel Moure, como secretaria relatora de la Comisión de Legislación Social en el senado de la provincia de Buenos Aires. Tuvo una activa militancia en la UCR. donde desempeñó diversos cargos en todas las instancias de la organización política. Fue electa Concejala en el municipio de Avellaneda en el período de 1987 a 1991 y posteriormente en 1999 fue candidata a Intendenta.

## Trayectoria legislativa
En 1993 ejerció su primer mandato como diputada nacional por la provincia de Buenos Aires en el Congreso de la Nación, Fue reelecta a su segundo mandato en 1997 el cual terminó en 2001. En esas dos instancias pudo desempeñarse como Vicepresidenta 1.ª Comisión de Recursos Naturales y Conservación del Ambiente Humano, y Secretaria de la Comisión de Cultura, Presidenta de la Comisión Bicameral de Modernización del Parlamento y coordinó en tal carácter el Proyecto de Agora.
Intervino activamente en asesorar al expresidente Raúl Alfonsín en la inclusión de los derechos ambientales en la Convención Constituyente de 1994.
Su tercer mandato como diputada nacional fue en 2007 a 2011 por la Concertación Plural. Fue presidente del bloque de la Concertación Forja y fundadora junto a dirigentes provenientes del radicalismo en 2009 del Partido de la Concertación Forja, actualmente partido nacional.
Los proyectos de ley más destacados que presentó en dicho período son: 
- Reparación histórica de los pueblos indígenas argentinos en el marco de los bicentenarios y Regulación de la propiedad indígena comunitaria[3]
- Otorgamiento de jerarquía constitucional del convenio 169 de la Organización Internacional del Trabajo (OIT) sobre pueblos indígenas y tribales.[4]
- Proyecto de ley de democratización de la comunicación audiovisual
- Ley de Medios[5]

En sus mandatos trabajó sobre las siguientes problemáticas:
- la contaminación en el AMBA
- la contaminación del Riachuelo[6]
- la instalación de la planta de carbón de coque en Dock Sud[7]
- el puerto de inflamables que impacta sobre CABA y la Provincia de Buenos Aires
- la Megaminería[8]
- la tala de bosques de lenga en Tierra del Fuego
- el régimen general del ambiente[9]
- los desastres por impericia y negligencia de los incendios de bosques en Argentina[10]
- la privatización de áreas importantes del parque nacional Iguazú y del parque nacional Los Glaciares
- la privatización de Costa Salguero[11]
- la privatización de las centrales nucleares[12] y la instalación de un repositorio nuclear en Gastre.

## Municipalidad
En la Municipalidad de Vicente López ejerció como Secretaria de Cultura, Deportes y Turismo en el período de 2003 a 2007. Una de sus acciones en el cargo fue la creación del museo Lumiton, en el mismo lugar donde se ubicaba el estudio cinematográfico, el cual hoy es un espacio público al que pueden acudir los vecinos. El mismo es considerado como parte de los orígenes de la industria del cine de Argentina.

## Partido Verde Argentina
Tras su paso por el Partido del Trabajo y la Equidad de Alberto Fernández, fundó el Partido Verde en la Provincia de Buenos Aires en 2014 presidiendo desde el inicio. Luego se incorporaron las provincia de Mendoza en el año 2016. En 2019 San Luis, San Juan y Santa Fe. Desde entonces asumió la presidencia de la Mesa Federal de los Verdes hasta la actualidad. A su vez, es Presidenta de la Mesa del Partido Verde en CABA.
Fue delegada ante la Global Greens en el Congreso Mundial de Liverpool 2017, representante permanente ante la Federación de los partidos verdes de las Américas y representante de la misma ante la COP25.

## Cancillería
Integró el Ministerio de Relaciones Exteriores, Comercio Internacional y Culto (a cargo de Felipe Solá) con el puesto de Directora de Asuntos Ambientales. Trabajó dentro de este espacio entre marzo del 2020 y el 13 de noviembre de 2020, fecha en la que presentó su renuncia.
Dentro del mandato pudo concretar el trabajo sobre la ratificación del Acuerdo de Escazú, el cual compromete a Argentina a la implementación completa de los derechos al acceso a la información, participación y justicia en asuntos ambientales. Considerándose un logro para las organizaciones socio-ambientales de Argentina según distintos portales de comunicación y comunicados oficiales de las mismas.
Además dio lugar a la aprobación del programa de Reducción de Emisiones causadas por la Deforestación y la Degradación de los Bosques de Naciones Unidas. El cual permite mecanismos de protección de los bosques nativos.

## Libros
Escribió “El Agora”, 2001, impreso por la Biblioteca del Congreso Nacional.
Su última publicación fue “De los K a los Qom” en 2015, publicado por la Editorial Penguin Random House. El libro relata distintos sucesos que padecieron integrantes de la comunidad Qom, como Félix Díaz, con los principales funcionarios del país.